# Scyllarus arctus
Espèce
Statut de conservation UICN

 LC  : Préoccupation mineure
Scyllarus arctus (la Petite squille ou Petite cigale de mer) est une espèce de crustacés de l'ordre des décapodes (les décapodes ont cinq paires de pattes).

## Répartition
Cette espèce se rencontre principalement en Méditerranée occidentale. On la trouve également en Atlantique oriental et de la Manche jusqu’aux Canaries.

## Taille
Cette espèce atteint à l'âge adulte une taille maximale d'environ 15 centimètres.

## Zoo
- L'Aquarium de Paris - Cinéaqua, détient un petit groupe d'une dizaine d'individus qui évoluent dans un aquarium d'environ 1 000 litres (01/2015)
- visibles aussi au Grand Aquarium de Saint-Malo.

## Galerie

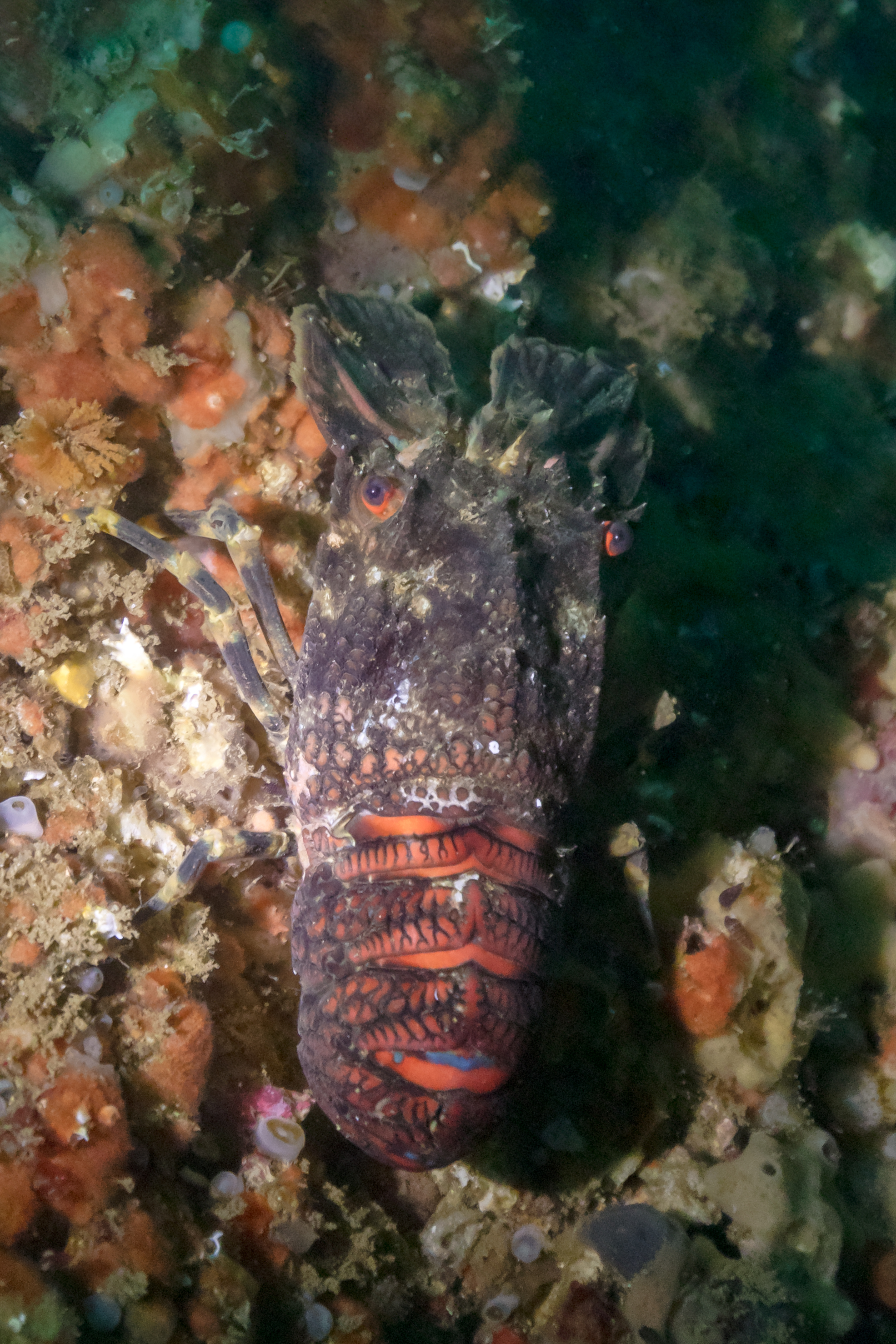
Individu au large du Portugal.
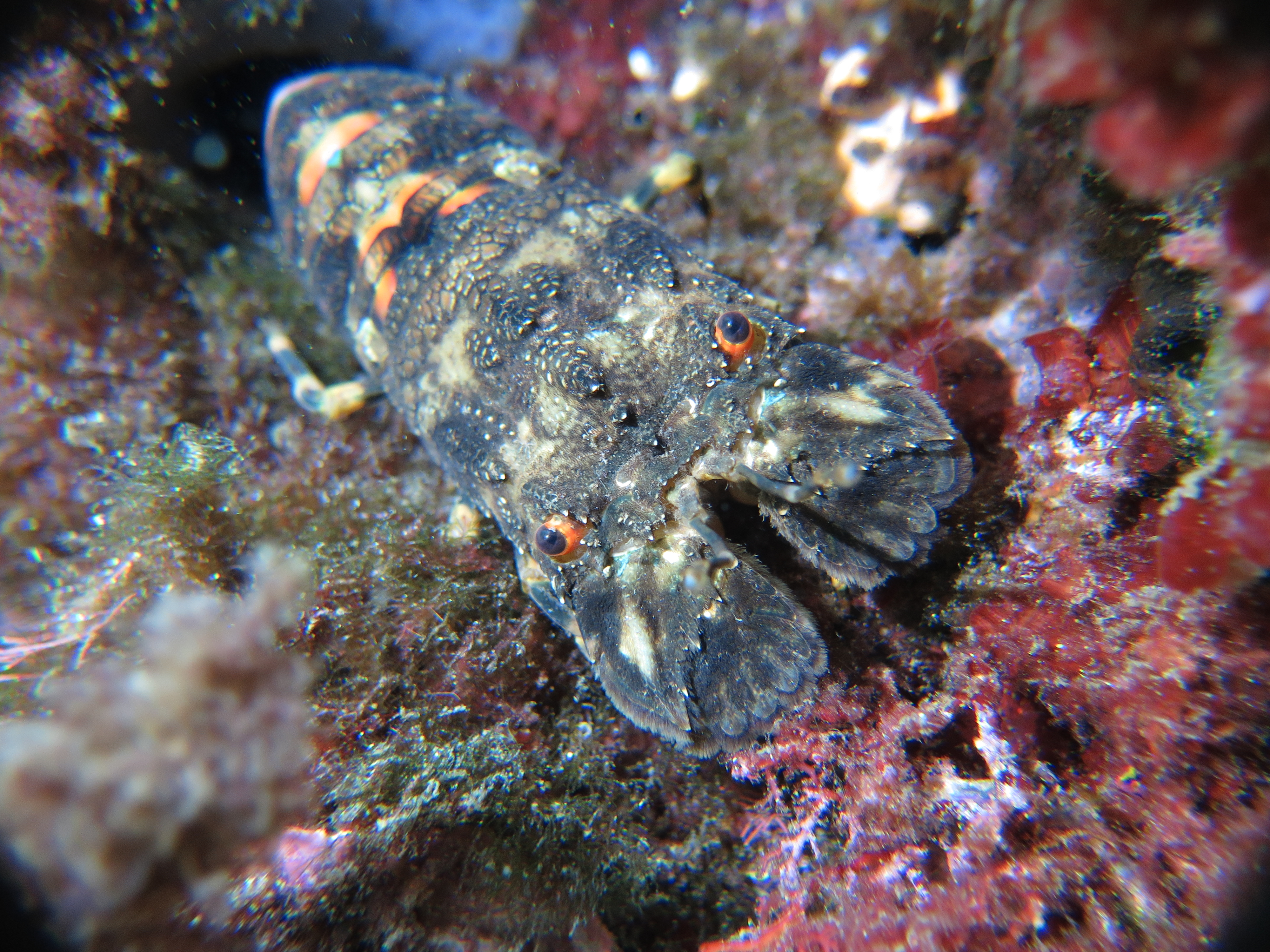
Scyllarus arctus en milieu naturel (1 m  de profondeur environ sous un surplomb rocheux). La pointe des chevaliers, presqu'île de Giens, Var, France.
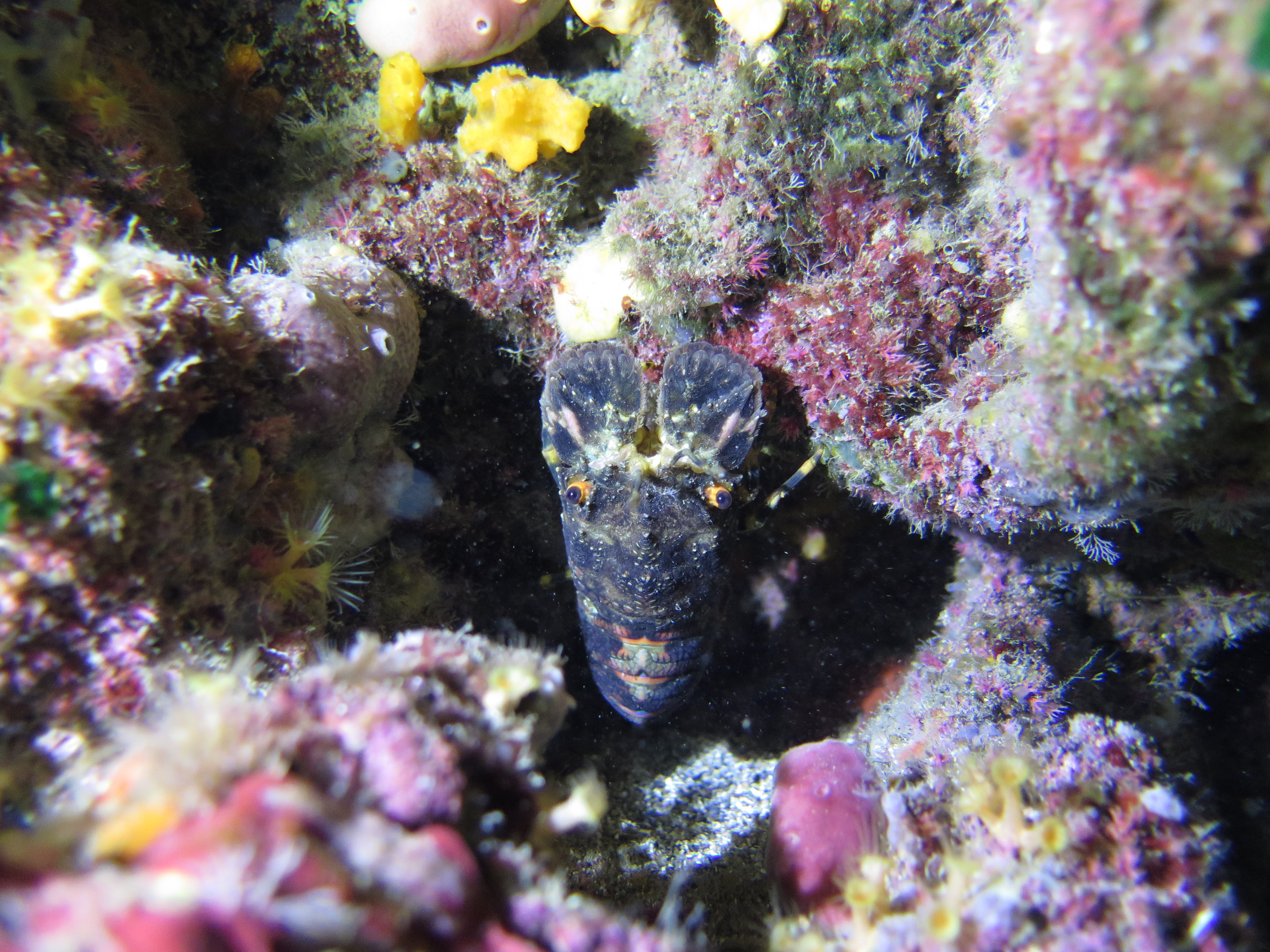
Petite cigale de mer, Scyllarus arctus à l'entrée de la grotte d'Escampobariou, Var, France.